# Xysticus sphericus
Xysticus sphericus là một loài nhện trong họ Thomisidae.
Loài này thuộc chi Xysticus. Xysticus sphericus được Charles Athanase Walckenaer miêu tả năm 1837.